# Ben Chilwell
Benjamin James "Ben" Chilwell (Milton Keynes, Anglia, 1996. december 21. –) angol válogatott labdarúgó, a Crystal Palace hátvédje, kölcsönben a Chelsea-től.

## Pályafutása

### Leicester City
Chilwell a Leicester City FC ifiakadémiáján nevelkedett, ahol a 2014–15-ös idényben megkapta a legjobb fiatal játékosnak járó díjat.
A következő idény előtti felkészülés során Claudio Ranieri menedzser lehetőséget adott neki az első csapatnál és neki adta a 30-as számú mezt. Tétmeccsen 2015. október 27-én, egy Hull City elleni Ligakupa-mérkőzésen mutatkozott be. Végigjátszotta a találkozót, melyet végül csapata büntetőpárbajban vesztett el.
2015. november 19-én kölcsönvette a másodosztályú Huddersfield Town, 2016. január 3-ig. November 28-án, a Middlesbrough ellen debütált.
Miután visszatért a Leicesterhez, január 20-án, a Liverpool elleni FA kupa-meccsen a kezdőben kapott lehetőséget.
2016. július 28-án új, ötéves szerződést kapott csapatától. 2016. december 26-án a 2016–17-es szezonban bemutatkozhatott a Premier League-ben is egy hazai, 0–2-es vereséggel záródó meccsen az Everton ellen. Összesen 19 pályára lépést regisztráltak a neve mellett, ebből kettőt a Bajnokok Ligájában. 2017. május 18-án megszerezte első gólját a felnőttek között  egy 6–1-es vereségű találkozón a Tottenham Hotspur ellen.
2018. január 13-án elsőként állították ki, miután öt percen belül két sárga lapot is kapott egy Chelsea elleni mérkőzésen.

### Chelsea
2020. augusztus 26-án hivatalossá vált, hogy a Chelsea FC-hez igazolt 5 évre, 50 millió font ellenében.

#### Crystal Palace
2025. február 3-án a Crystal Palace kölcsönvette a 2024–2025-ös szezon végéig.

### A válogatottban
Szerepelt minden angol utánpótlás válogatottban az U18-as korosztálytól elkezdve, egészen az U21-esig.
2018. október 12-én debütált az angol felnőtt nemzeti csapatban egy Horvátország elleni Nemzetek Ligája-mérkőzésen, melynek eredménye végül 0–0-s döntetlen lett.

## Statisztikái

### Klubcsapatokban
2020. július 4-én frissítve.
| Klub                           | Szezon           | Liga             | Liga  | Liga | Kupa  | Kupa | Ligakupa | Ligakupa | Európa | Európa | Egyéb | Egyéb | Összesen | Összesen |
| Klub                           | Szezon           | Bajnokság        | Mérk. | Gól  | Mérk. | Gól  | Mérk.    | Gól      | Mérk.  | Gól    | Mérk. | Gól   | Mérk.    | Gól      |
| ------------------------------ | ---------------- | ---------------- | ----- | ---- | ----- | ---- | -------- | -------- | ------ | ------ | ----- | ----- | -------- | -------- |
| Leicester City                 | 2015–16          | Premier League   | 0     | 0    | 2     | 0    | 1        | 0        | —      | —      | —     | —     | 3        | 0        |
| Leicester City                 | 2016–17          | Premier League   | 12    | 1    | 4     | 0    | 1        | 0        | 2      | 0      | —     | —     | 19       | 1        |
| Leicester City                 | 2017–18          | Premier League   | 24    | 0    | 4     | 0    | 4        | 0        | —      | —      | —     | —     | 32       | 0        |
| Leicester City                 | 2018–19          | Premier League   | 36    | 0    | 0     | 0    | 0        | 0        | —      | —      | —     | —     | 36       | 0        |
| Leicester City                 | 2019–20          | Premier League   | 27    | 3    | 3     | 0    | 3        | 0        | —      | —      | —     | —     | 33       | 3        |
| Leicester City                 | Összesen         | Összesen         | 99    | 4    | 13    | 0    | 9        | 0        | 2      | 0      | —     | —     | 123      | 4        |
| Huddersfield Town (kölcsönben) | 2015–16          | Championship     | 8     | 0    | —     | —    | —        | —        | —      | —      | —     | —     | 8        | 0        |
| Összesen                       | Összesen         | 8                | 0     | —    | —     | —    | —        | —        | —      | —      | —     | 8     | 0        |          |
| Chelsea                        | 2020–21          | Premier League   | 0     | 0    | 0     | 0    | 0        | 0        | 0      | 0      | —     | —     | 0        | 0        |
| Chelsea                        | Összesen         | Összesen         | 0     | 0    | 0     | 0    | 0        | 0        | 0      | 0      | —     | —     | 0        | 0        |
| Karrier összesen               | Karrier összesen | Karrier összesen | 107   | 4    | 13    | 0    | 9        | 0        | 2      | 0      | —     | —     | 131      | 4        |

### A válogatottban
2019. november 17-én frissítve.
| Nemzet   | Év       | Mérkőzés | Gól |
| -------- | -------- | -------- | --- |
| Anglia   | 2018     | 5        | 0   |
| Anglia   | 2019     | 6        | 0   |
| Összesen | Összesen | 11       | 0   |

## Külső hivatkozások
- Ben Chilwell pályafutásának statisztikái a Soccerbase oldalon (angolul)